# Cơm lam

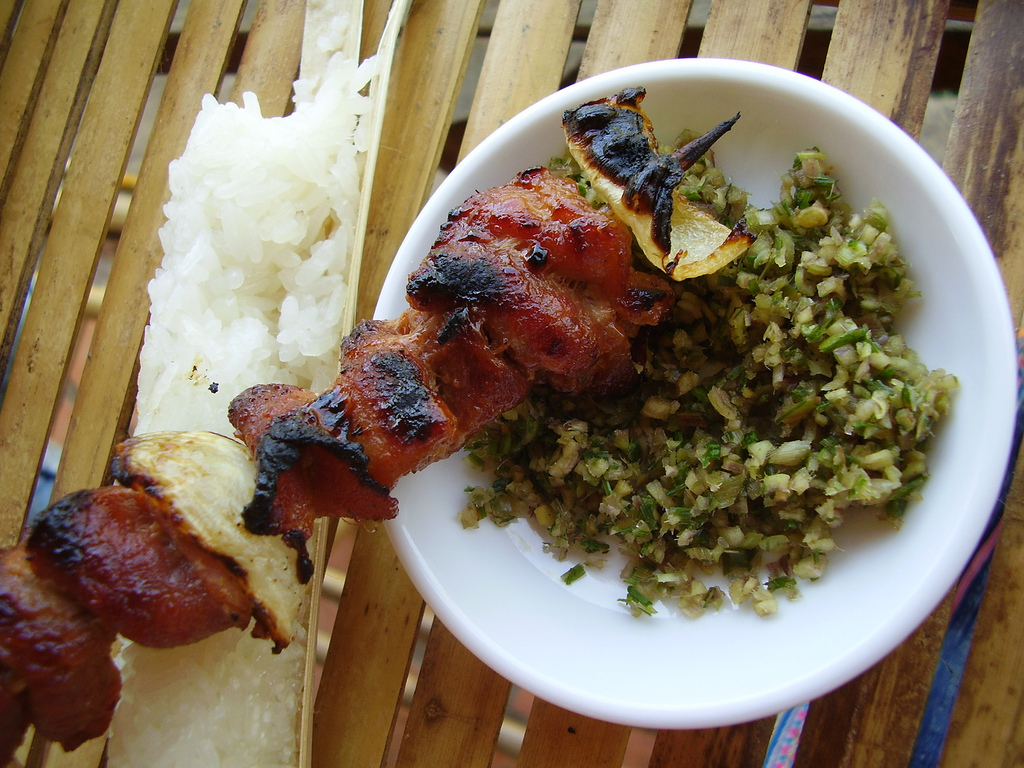
Cơm lam với thịt lợn rừng nướng và muối sả ở Tây Nguyên

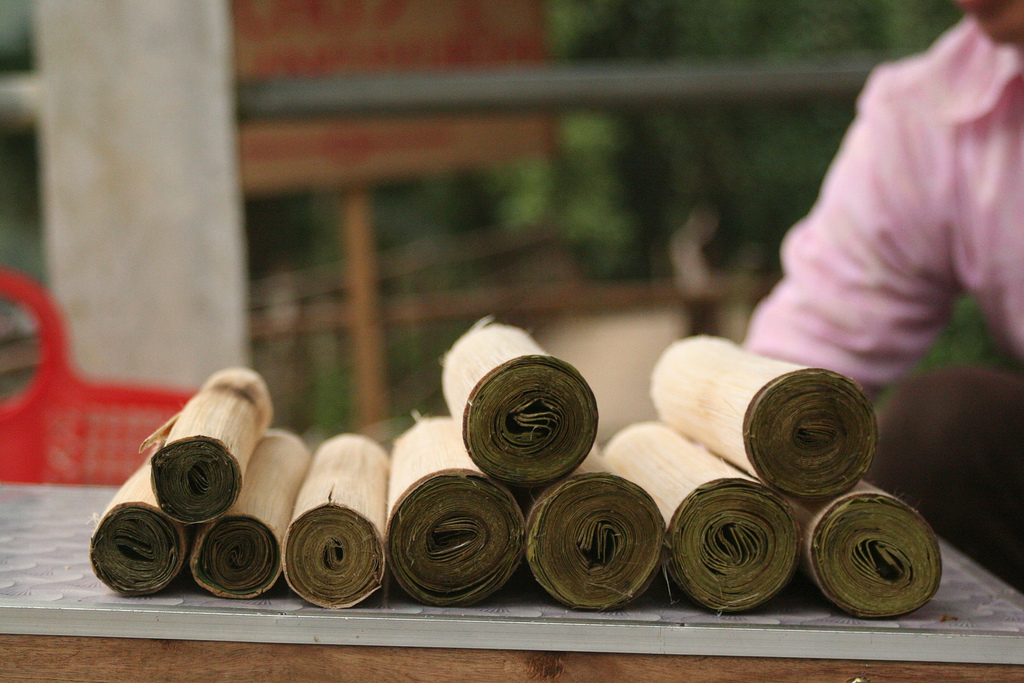
Cơm lam khi chín, lớp cật cháy ngoài cùng được tách ra, lộ ra lớp nứa mỏng

Cơm lam là loại cơm được làm từ gạo (thường là gạo nếp) cùng một số nguyên liệu khác, cho vào ống tre, giang, nứa v.v. và nướng chín trên lửa. Cơm đặc trưng của các dân tộc vùng Tây Bắc Việt Nam và các vùng Đông Bắc Việt Nam, Tây Nguyên và một số dân tộc tại Lào, Thái Lan, Campuchia, Myanmar và Trung Quốc.

## Từ nguyên
Cơm lam được gọi là Kralan (tiếng Khmer: ក្រឡាន) hoặc Khao lam (tiếng Thái: ข้าวหลาม, tiếng Lào: ເຂົ້າ ຫລາມ); Paung din ( ပေါင်း တင်း ) hoặc kaukhnyin kyidauk ( ကောက်ညှင်း ကျည် တောက်) trong tiếng Miến Điện; tiếng Trung gọi là trúc đỗng phạn (giản thể: 竹筒饭; phồn thể: 竹筒飯; bính âm: Zhútǒng fàn). Trong khi ở Indonesia và Malaysia gọi món cơm lam là Lemang.

## Nguyên liệu, quy trình thực hiện và tên gọi
Để làm được cơm lam đầu tiên phải chọn ống tre hoặc nứa tươi, không quá non hoặc quá già, thích hợp nhất là từ tháng 10 đến tháng 1. Ống tre, nứa còn tươi, đem về chặt, chia ra mỗi đốt thành một ống lam.
Sau đó, vo gạo cho thật sạch rồi ngâm nước khoảng 5 đến 6 giờ, vớt ra để ráo nước, rồi đổ gạo vào ống nứa, đổ nước vào ống cho ngập gạo. Không nên đổ gạo đầy ống mà phải để cách miệng một ít để khi gạo chín sẽ nở ra kín miệng ống.
Sau đó lấy lá chuối hoặc lá dong đậy kín miệng ống, rồi cho vào bếp lửa nướng. Khi nướng phải xoay ống nứa liên tục, không cho ống lam quá cháy và để hạt gạo chín đều. Đến khi có hơi nước bốc ra từ miệng ống và có mùi thơm của cơm tức là cơm lam đã chín.

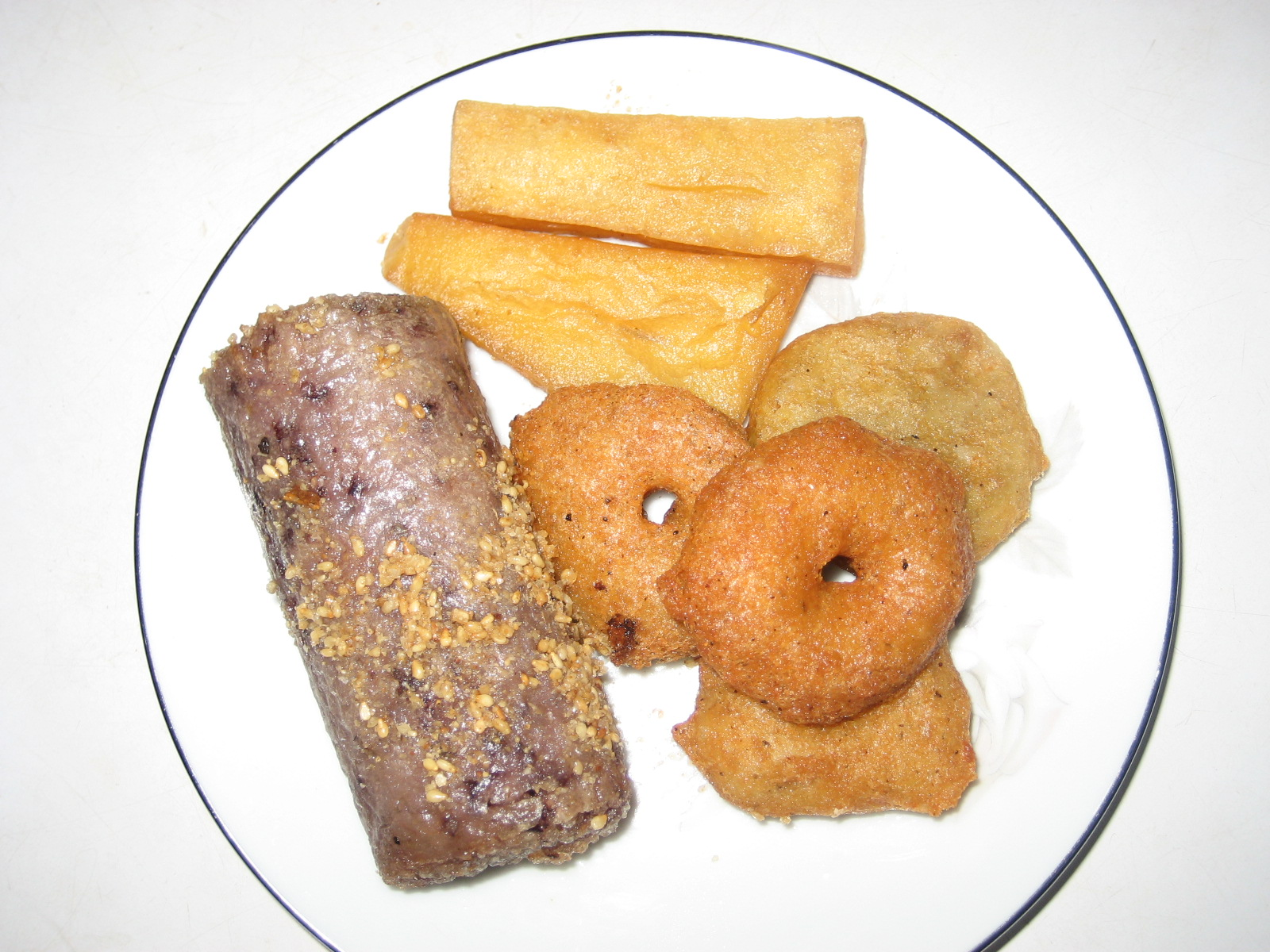
Paung din - món cơm lam của người Miến Điện trở thành bữa sáng không thể thiếu

Khi cơm chín đem chẻ lớp vỏ bên ngoài để lại lớp lạt mỏng, khi ăn mới bóc vỏ. Cơm lam có thể chấm với muối vừng hoặc nam phrik, hai loại nước chấm này sẽ góp phần tăng thêm độ thơm ngon của cơm lam.
Cơm lam của người Thái (Khao Lam) không chỉ độc đáo nhờ hương vị mới lạ mà còn nhờ cách nấu đặc biệt nên rất thu hút đối với khách du lịch nước ngoài khi ghé thăm xứ sở Chùa Vàng.Sau khi chuẩn bị đốt tre xong thì người ta cho gạo nếp được trộn với nước cốt dừa, đậu đỏ hoặc đậu đen, đường, một chút muối rồi cho vào ống tre. Có khi người ta dùng nếp trắng nhưng cũng có khi dùng lá cẩm để nhuộm gạo nếp giúp Khao Lam sau khi nấu trông đẹp mắt hơn. Sau đó người ta dùng lá chuối nhét kín một đầu ống tre lại để nếp không trào ra khi nấu. Ngoài ra, đặc sản cơm lam Thái Lan ngon nhất là cơm lam sầu riêng, gồm gạo nếp trộn với chút đường và cơm sầu riêng béo ngậy.
Sau khi chuẩn bị xong các ống tre thì người ta đặt các ống tre lên vỉ than để nướng cho chín từ từ. Trong quá trình nướng ống tre, người bán phải lật ống tre liên tục để các nguyên liệu bên trong chín đều và ngon hơn.

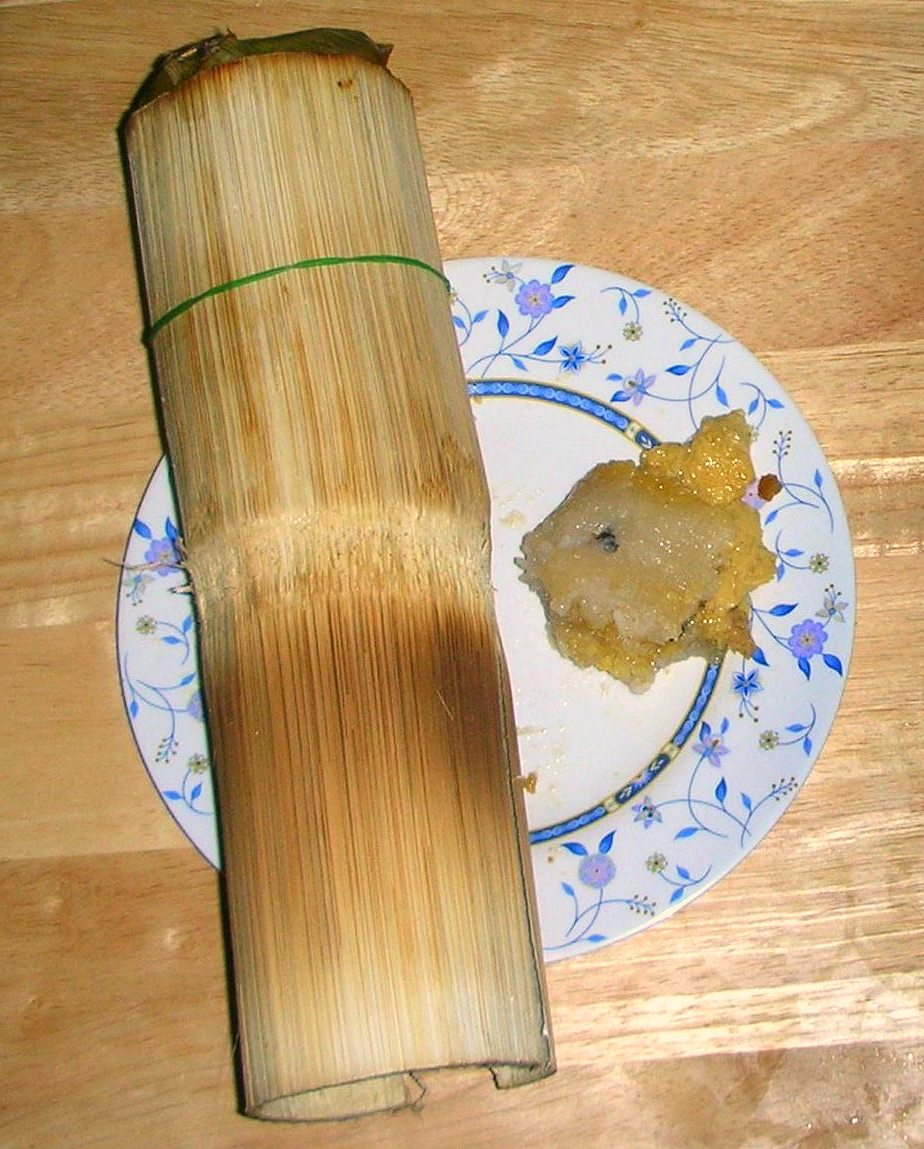
Khao lam - cơm lam sầu riêng cốt dừa Thái Lan

Món cơm nếp này thường bắt mắt từ cái nhìn đầu tiên là bởi các ống tre dùng để nấu nếp nhìn khá lạ. Các ống tre được cắt với độ dài hai đốt. Đốt đầu tiên sẽ được cho nếp vào đầy, đốt thứ hai được để trống cho tiện việc tách tre sau khi nấu. Tuy nhiên, cũng có nơi đầu bếp chỉ dùng một đốt tre cho gọn nhẹ.
Cơm lam được dọn ra ăn cùng với thịt gà hay thịt lợn rừng nướng (những thứ thịt này cũng được nướng trong ống tre). Tuy nhiên, cơm lam ngon nhất khi ăn với muối vừng (mè).

## Dùng trong quân đội
Trong cuốn Hổ trướng khu cơ, tác giả Đào Duy Từ cho biết: để đáp ứng quân lương khi hành quân, một phương thức nấu cơm của binh lính ngày xưa là làm cơm dưới dạng cơm lam. Đựng cơm trong ống tre, cho thêm nước, nút chặt và có thể được nướng ngay khi ngồi trên lưng ngựa với một bó đuốc.